# Nika Sitchinava
Nika Sitchinava, né le 11 mars 2002,, est un coureur cycliste géorgien. Il participe à des compétitions sur route, sur piste ainsi qu'en VTT. 

## Biographie
En 2021, il devient double champion de Géorgie sur route, dans la course en ligne et le contre-la-montre. Il remporte également trois titres nationaux lors des championnats nationaux sur piste (kilomètre, scratch, vitesse). 

## Palmarès sur route

### Par année
- 2019
  - 2e du championnat de Géorgie du contre-la-montre juniors
- 2021
  -  Champion de Géorgie sur route
  -  Champion de Géorgie du contre-la-montre
- 2022
  - 2e du championnat de Géorgie sur route
  - 2e du championnat de Géorgie du contre-la-montre

### Classements mondiaux
| Année                                 | 2021 | 2022  |
| ------------------------------------- | ---- | ----- |
| Classement mondial                    | 687e | 1066e |
| UCI Europe Tour                       | 545e | 763e  |
|                                       |      |       |
| Légende : nc = non classéSource : UCI |      |       |

## Palmarès sur piste
- 2019
  - 2e du championnat de Géorgie de scratch juniors
  - 2e du championnat de Géorgie de vitesse juniors
- 2021
  -  Champion de Géorgie du kilomètre
  -  Champion de Géorgie de scratch
  -  Champion de Géorgie de vitesse

## Palmarès en VTT
- 2020
  -  Champion de Géorgie de cross-country juniors[3]
- 2021
  - 2e du championnat de Géorgie de cross-country